# Tropinota hirta
Tropinota hirta es una especie de coleóptero de la familia Scarabaeidae. Habita en el Paleártico: Europa, Oriente Próximo y el norte de África.